# Blaue Triteleie
Die Blaue Triteleie (Triteleia laxa, Syn.: Brodiaea laxa (Benth.) S.Watson) ist eine Pflanzenart aus der Gattung Triteleia in der Unterfamilie der Brodiaeoideae.

## Merkmale
Die Blaue Triteleie ist eine ausdauernde krautige Pflanze, die Wuchshöhen von (10) 40 bis 70 Zentimeter erreicht. Dieser Geophyt bildet Zwiebeln als Überdauerungsorgane. Die Laubblätter sind gekielt und weisen eine Länge 20 bis 40 Zentimeter und eine Breite von (selten 0,4 bis) meist 0,8 bis 2,5 Zentimeter auf.
Die hellblaue oder tief violettblaue, nur selten weiße Blütenhülle weist eine Länge von 18 bis 47 Millimeter auf. Der Stiel des Fruchtknotens ist zwei- bis dreimal so lang wie der Fruchtknoten selbst. Die Staubfäden sind nicht verbreitert.
Die Blütezeit reicht von Mai bis Juli.

## Vorkommen
Die Blaue Triteleie kommt im westlichen Nordamerika in Kalifornien und Süd-Oregon in offenen Wäldern und Grasland auf schweren Böden bis in Höhenlagen von 1200 Meter vor.

## Nutzung
Die Blaue Triteleie wird selten als Zierpflanze in Steingärten, Steppenbeeten und als Schnittblume genutzt. Sie ist spätestens seit 1833 in Kultur. Es gibt einige Sorten mit hellblauen, blauen und violetten Blüten. Ähnlich sind Triteleia coronaria und T. californica. Die Hybride Triteleia × tubergenii L.W.Lenz aus Triteleia laxa und Langstielige Triteleie (Triteleia peduncularis) hat lavendelfarbene Blüten. Bei strengem Frost ist eine Abdeckung mit Laub zu empfehlen, besonders nach dem Austrieb. Leichter Schatten wird ertragen. Die Blätter ziehen im Spätsommer ein. Die Knollen sind essbar, aber klein.

## Belege
- Eckehardt J. Jäger, Friedrich Ebel, Peter Hanelt, Gerd K. Müller (Hrsg.): Rothmaler Exkursionsflora von Deutschland. Band 5: Krautige Zier- und Nutzpflanzen. Spektrum Akademischer Verlag, Berlin Heidelberg 2008, ISBN 978-3-8274-0918-8.